# Idiostrangalia albopreterminalis
Idiostrangalia albopreterminalis là một loài bọ cánh cứng trong họ Cerambycidae.